# Confidences (nouvelle)
Confidences est une nouvelle de Marcel Aymé, parue dans Paris 1943-Arts et lettres à Paris en 1943.

## Historique
Confidences paraît dans Paris 1943-Arts et lettres à Paris en 1943, un volume imprimé par les Presses universitaires de France pour l'Inspection générale des Beaux-Arts de la ville de Paris.

## Résumé
Gustave Laduret, nouveau dans la classe, est assis à côté de Majorel, un type formidable qui, en une heure, récolte trois réprimandes et quarante lignes... Il va lui faire une confidence : son père, comme le sien, est prisonnier de guerre...

## Éditions
- 1987 - in  La Fille du shérif, Librairie Gallimard, Collection blanche, Éditions de la Nouvelle Revue Française
- 2001 - in Œuvres romanesques complètes, volume III, Gallimard (Bibliothèque de la Pléiade), Bibliothèque de la Pléiade, Édition publiée sous la direction de Michel Lécureur,  (ISBN 2-07-011473-2)